# 7,5 × 55 mm Swiss
Die Gewehrpatrone 7,5 × 55 mm Swiss ist eine Zentralfeuerpatrone und war von 1911 bis 1994 die Standardmunition der Schweizer Armee für die persönliche Waffe und ist es heute noch für diverse eingeführte Maschinengewehre. Da zur Zeit der Einführung noch keine internationale Normierung der Bezeichnungen existierte, werden auch 7,5 mm Schmidt-Rubin und auch 7,5 mm M1911 oder Swiss Ordonance zur Bezeichnung verwendet. Die Standardpatrone mit dem Vollmantelgeschoss wird in der Schweizer Armee als Gewehrpatrone 11 (GP 11) bezeichnet. Nach einer Unterbrechung der Produktion von 22 Jahren wird die Patrone seit 2016 wieder für die Bedürfnisse der Armee durch die RUAG hergestellt.

## Bezeichnung
Im deutschen Nationalen Waffenregister (NWR) wird die Patrone unter Katalognummer 372 unter folgenden Bezeichnungen geführt (Auswahl, gebräuchliche Bezeichnungen in Fettdruck)
- 7,5 × 55 (Hauptbezeichnung)
- 7,5 Schw Ord
- 7,5 mm Gewehrpatrone Modell 11
- 7,5 mm GP 1911
- 7,5 mm Schmidt-Rubin
- 7,5 mm Swiss
- 7,5 × 55,5 Swiss GP11
- 7,5 × 55 GP11
- 7,5 × 55 Swiss
- 7,5 M 11

Weiterhin ist die Bezeichnung GP11 ohne weitere Zusätze gebräuchlich, wird aber nicht im NWR aufgeführt.

## Geschichte

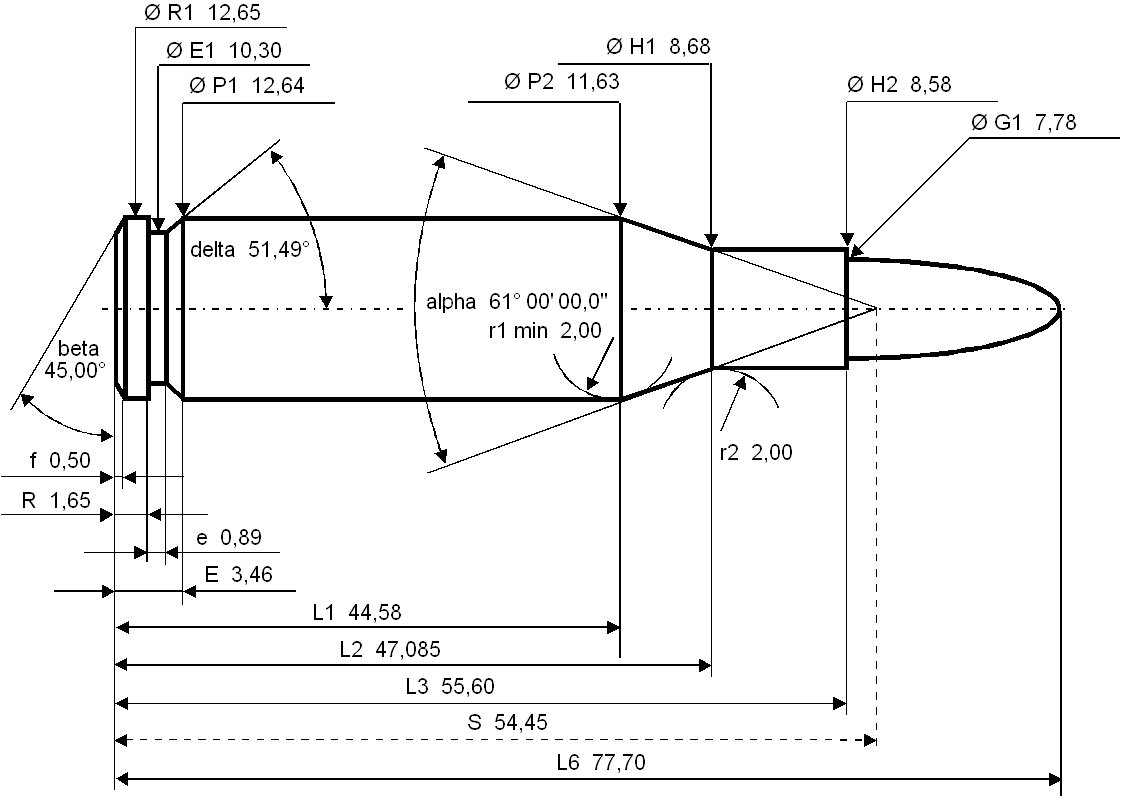
Patronenmasse der 7,5 × 55 mm Swiss

Vorläufer der Patrone 7,5 × 55 mm Swiss war die von Eduard Rubin 1889 entwickelte Patrone 7,5 × 53,5 mm (GP 1890).
Über verschiedene Entwicklungsschritte gelangte man 1911 zur Gewehrpatrone 11 (GP 11), die zusammen mit dem von Rudolf Schmidt entwickelten Gewehr Modell 1911 eingeführt wurde.
Die Patrone 7,5 × 55 mm Swiss (GP 11) wurde in den Munitionswerken in Altdorf und in Thun (heute RUAG), ganz früh auch in Rotenburg und Solothurn sowie weiteren Orten, hergestellt. Die Produktion für die Armee war von 1994 bis 2015 eingestellt, da das neue Sturmgewehr 90 eine helvetisierte Variante (auch Gw Pat 90 genannt) des Kalibers 5,56 × 45 mm NATO verwendet und für die Korpswaffen noch genügend Munition in Lagern vorhanden war. Ab 2016 wird wieder eine modernisierte GP 11 mit denselben Leistungsdaten im Auftrag der Armee in Thun hergestellt. Die Munition wird in schwarzen, mit Teer beschichteten Munitionskoffern oder «Cachons» der Truppe abgegeben.
Es werden auch in kleinen Serien Patronen in diesem Kaliber für Sportschützen gefertigt. So sind solche regelmässige Produktionsaufnahmen von Norma Precision, Prvi Partizan und RUAG Ammotec bekannt. Deren Geschossaufbau entspricht nicht demjenigen der GP 11, diese Patronen sind aber spezifisch für die Schweizer Waffen im Kaliber 7,5 mm optimiert.

## Waffenverwendung
Die Patrone 7,5 × 55 mm Swiss (GP 11) fand ursprünglich in folgenden Ordonnanzwaffen der Schweizer Armee Verwendung:
- Infanteriegewehr 1896/11 und Karabiner 11
- Karabiner 31
- Zielfernrohrkarabiner Zf. Kar. 55
- Sturmgewehr 57
- Mg 11
- Lmg 25
- Flieger Mg 29
- Flab Doppel-Mg 38
- Pzw-Mg 38 auf Panzerwagen 39
- Flab Mg 38 auf Panzerjäger G13
- Pz Mg 31 auf AMX-13 (Leichter Panzer 51)
- Mg 51 als Infanteriewaffe und Sekundärbewaffnung der Panzerfahrzeuge ab 1955

Heute noch ist sie im Einsatz mit dem Pz Mg 87, Pz Kuppel Mg 87, Pz Mg 51/71 und anderen Waffen auf diversen gepanzerten Fahrzeugen inklusive des Schützenpanzers 2000, ebenso bei der Polizei im Allzweckwerfer. Darüber hinaus wird die Patrone zum sportlichen Ordonnanzgewehrschiessen in verschiedenen Disziplinen verwendet. Weiterhin sind in der Schweiz auch jagdlich umgebaute Karabiner 31 bzw. 11 verbreitet. Von Blaser Jagdwaffen GmbH, von PPU Prvi Partizan in Užice und von Norma Precision AB wird im Kaliber 7,5 × 55 mm Swiss Jagdmunition unterschiedlicher Ausführungen gefertigt.

## Technische Details

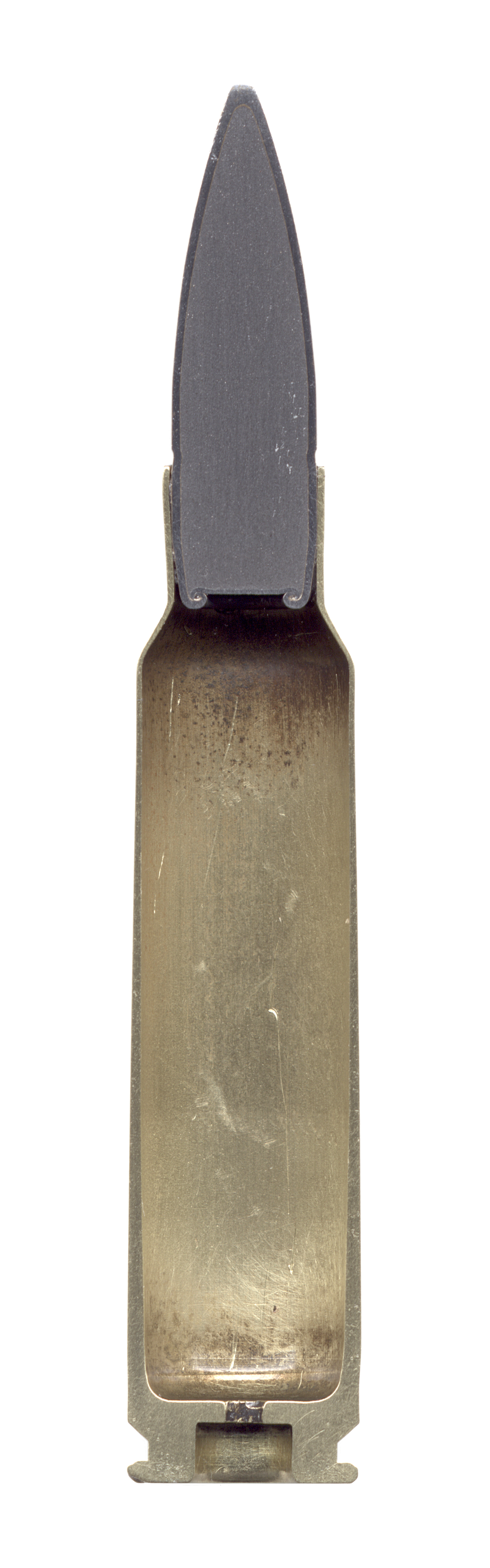
7,5 × 55 mm Swiss Schnittmodell mit Boxerzündung

### Zündung
Die GP 11 zündet durch Berdan-Zündhütchen. Zivile Fertigungen ausserhalb der Schweiz werden (auch für einfacheres Wiederladen) oft mit Boxer-Zündung gefertigt.

### Kalibermasse
Seit 1911 hat die Ordonnanzmunition gemäss dem Bedarf geringfügig geändert, so unter anderem bei der Einführung der verschiedenen Mg, des Stgw 57 etc. Auch die zivilen Bedürfnisse für Jagd- und Sportwaffen (Standardgewehr) haben die Masse verändert. Darum wurde 2002 für zivile Anwendungen eine C.I.P-Norm unter dem Namen «7,5 × 55 Suisse» festgelegt. Das Geschoss entspricht innerhalb der Toleranzen .307 inch. Wegen der nur geringen Abweichung zum Kaliber 7,62 mm, entsprechend .308 inch, und der leichteren Verfügbarkeit werden im zivilen Sportschiessen, ausserhalb der Schweiz, meist die etwas kalibergrösseren Geschosse in den Patronen verladen. Sportschützen bevorzugen dabei das etwas schwerere 12,4-g-Sierra-Matchking-Geschoss (entspricht 190 gr).

### Mündungsgeschwindigkeiten
- 750 m/s (Sturmgewehr 57)
- 760 m/s (Karabiner 11)
- 780 m/s (Karabiner 31)
- 805 m/s (Gewehr 11)